# بيريز (كزون)
بيريز أو بلدية بيريز (بالتاغالوغية: Bayan ng Perez)‏، هي بلدة في مقاطعة كزون، الفلبين. يبلغ عدد سكانها 12767 نسمة حسب تعداد عام 2020. سميت على اسم فليمون بيريز الحاكم السابق للمدينة.

## المناخ
| البيانات المناخية لـبلدية بيريز   | البيانات المناخية لـبلدية بيريز | البيانات المناخية لـبلدية بيريز | البيانات المناخية لـبلدية بيريز | البيانات المناخية لـبلدية بيريز | البيانات المناخية لـبلدية بيريز | البيانات المناخية لـبلدية بيريز | البيانات المناخية لـبلدية بيريز | البيانات المناخية لـبلدية بيريز | البيانات المناخية لـبلدية بيريز | البيانات المناخية لـبلدية بيريز | البيانات المناخية لـبلدية بيريز | البيانات المناخية لـبلدية بيريز | البيانات المناخية لـبلدية بيريز |
| الشهر                             | يناير                           | فبراير                          | مارس                            | أبريل                           | مايو                            | يونيو                           | يوليو                           | أغسطس                           | سبتمبر                          | أكتوبر                          | نوفمبر                          | ديسمبر                          | المعدل السنوي                   |
| --------------------------------- | ------------------------------- | ------------------------------- | ------------------------------- | ------------------------------- | ------------------------------- | ------------------------------- | ------------------------------- | ------------------------------- | ------------------------------- | ------------------------------- | ------------------------------- | ------------------------------- | ------------------------------- |
| متوسط درجة الحرارة الكبرى °م (°ف) | 26 (79)                         | 27 (81)                         | 29 (84)                         | 31 (88)                         | 31 (88)                         | 30 (86)                         | 29 (84)                         | 29 (84)                         | 29 (84)                         | 29 (84)                         | 28 (82)                         | 26 (79)                         | 29 (84)                         |
| متوسط درجة الحرارة الصغرى °م (°ف) | 22 (72)                         | 22 (72)                         | 22 (72)                         | 23 (73)                         | 24 (75)                         | 24 (75)                         | 24 (75)                         | 24 (75)                         | 24 (75)                         | 24 (75)                         | 23 (73)                         | 23 (73)                         | 23 (74)                         |
| الهطول مم (إنش)                   | 83 (3.3)                        | 55 (2.2)                        | 44 (1.7)                        | 37 (1.5)                        | 90 (3.5)                        | 123 (4.8)                       | 145 (5.7)                       | 125 (4.9)                       | 135 (5.3)                       | 166 (6.5)                       | 163 (6.4)                       | 152 (6.0)                       | 1٬318 (51.8)                    |
| متوسط الأيام الممطرة              | 15.1                            | 10.8                            | 11.9                            | 11.4                            | 19.9                            | 23.7                            | 26.3                            | 23.9                            | 23.9                            | 22.1                            | 20.2                            | 18.6                            | 227.8                           |
| المصدر: Meteoblue                 |                                 |                                 |                                 |                                 |                                 |                                 |                                 |                                 |                                 |                                 |                                 |                                 |                                 |